# Запис храст - млади (Дреновац)
Запис храст - млади (Дреновац) се налази на парцели чији је власник Црквена општина.

## Локација
| Општина             | Параћин                                                                     |
| Катастарска општина | Дреновац                                                                    |
| Потес               | Село                                                                        |
| Координате          | 43° 45′ 50″ С; 21° 25′ 13″ И / 43.763800000000003° С; 21.420400000000001° И |
| Надморска висина    | 132m                                                                        |

## Карактеристике
Дендрометријске вредности утврђене на терену и сателитским снимцима:
| Стабло                     | Храст |
| Висина стабла              | m     |
| Обим дебла                 | m     |
| Пречник крошње             | 2m    |
| Пречник дебла              | m     |
| Висина дебла до прве гране | m     |

## База записа
Запис је у оквиру Викимедија пројекта "Запис - Свето дрво" заведен под редним бројем 0527.